# Pakistanisch-russische Beziehungen
Die pakistanisch-russischen Beziehungen bezeichnen das zwischenstaatliche Verhältnis zwischen der Islamischen Republik Pakistan und der Russischen Föderation. Das Verhältnis war während des Kalten Krieges angespannt, da Pakistan enger mit den Vereinigten Staaten kooperierte und sich in US-geführte Allianzen integrierte, während die Sowjetunion eine strategische Partnerschaft mit Indien pflegte. Seit den 1990er-Jahren entwickelten sich die Beziehungen jedoch allmählich positiv, und seit 2014 verfolgen Russland und Pakistan eine vorsichtige sicherheits- und wirtschaftspolitische Annäherung.

## Geschichte

### Kalter Krieg und sowjetisch-pakistanische Spannungen
Nach der Unabhängigkeit Pakistans 1947 erkannte die Sowjetunion das neue Land diplomatisch an. Doch früh zeigten sich ideologische und geopolitische Differenzen. Pakistan schloss sich ab den 1950er-Jahren den US-geführten Militärbündnissen SEATO (1954) und CENTO (1955) an und gewährte den USA Militärstützpunkte, u. a. bei Peschawar – von dort startete 1960 das Spionageflugzeug U-2, das über der UdSSR abgeschossen wurde, was zu erheblichem sowjetischen Unmut führte.
Die Sowjetunion wiederum unterstützte in Südasien klar Pakistan’s Rivalen Indien, lieferte umfangreiche Militärhilfe und deckte es auf diplomatischem Parkett. Moskau vermittelte zwar nach dem Indien-Pakistan-Krieg 1965 erfolgreich den Frieden von Taschkent, doch eine substanzielle Annäherung blieb aus. Während des Bangladesch-Kriegs (bei dem Ostpakistan sich abspaltete) unterstützten die Sowjets erneut Indien. Besonders kritisch wurde das Verhältnis nach der sowjetischen Invasion in Afghanistan 1979. Pakistan unterstützte mit US-Hilfe den afghanischen Widerstand (Mudschaheddin) und wurde zum zentralen logistischen Rückraum für den anti-sowjetischen Guerillakrieg. Dies führte zu offenen Spannungen mit Moskau. Bis 1991 blieben die Beziehungen distanziert; gegenseitiges Misstrauen dominierte.

### Neuorientierung seit 1991

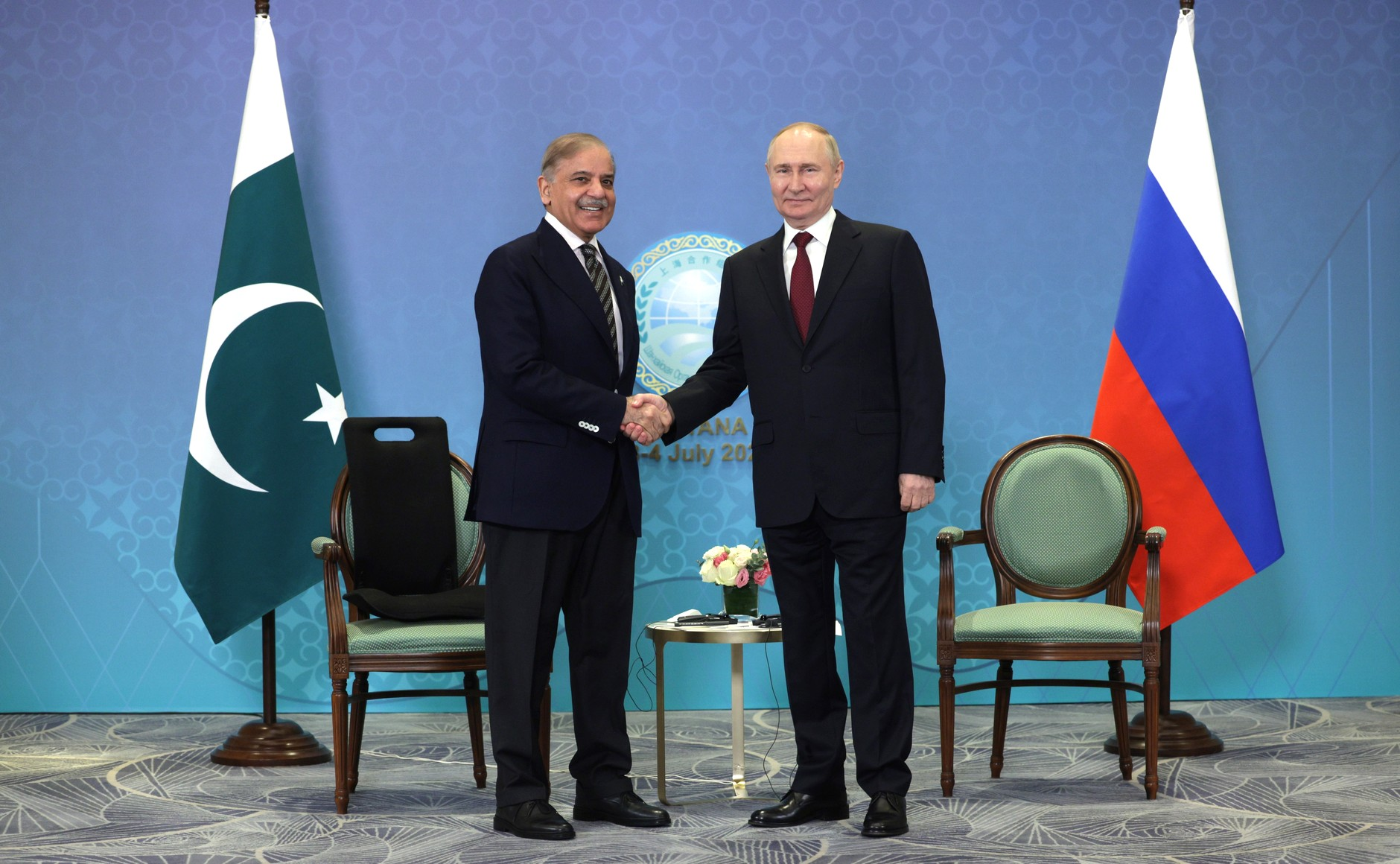
Shehbaz Sharif mit Wladimir Putin (2024)

Nach dem Zerfall der Sowjetunion nahm die Russische Föderation 1991 diplomatische Beziehungen mit Pakistan auf. Zunächst war das Interesse beider Seiten begrenzt: Russland stand unter innenpolitischem Druck und hielt an seiner traditionell engen Partnerschaft mit Indien fest, während Pakistan sich weiter auf die USA und China stützte. Dennoch suchten beide Staaten in den 1990er-Jahren den vorsichtigen Kontakt. 1999 besuchte der pakistanische Präsident Pervez Musharraf Moskau – der erste offizielle Besuch eines pakistanischen Staatsoberhaupts in Russland seit 25 Jahren.
Ein Wendepunkt trat nach 2014 ein: Angesichts wachsender Spannungen mit dem Westen suchte Russland neue Partner in Asien, darunter auch Pakistan. Beide Seiten intensivierten ab 2015 ihre politischen, wirtschaftlichen und sicherheitspolitischen Kontakte. 2016 hielten Russland und Pakistan erstmals gemeinsame Militärübungen ab – ein symbolischer Bruch mit der früheren Haltung, Pakistan militärisch zu meiden. Moskau begann, Defensivwaffen zu exportieren, darunter Kampfhubschrauber des Typs Mi-35M, und unterstützte Pakistan im Kampf gegen den Terrorismus. Im Gegenzug gab Pakistan den Russen ab 2016 Zugang zum Hafen von Gwadar, dessen Ausbau ein wichtiges Projekt des China-Pakistan Economic Corridor ist.
Auch auf diplomatischer Ebene wuchs die Nähe: Russland setzte für eine Aufnahme Pakistans in die Shanghai Cooperation Organisation (SCO) ein, wo Pakistan 2017 Vollmitglied wurde. Zugleich unterstützte Moskau den afghanischen Friedensprozess unter Einbeziehung Pakistans, insbesondere nach dem Abzug westlicher Truppen. Im November 2019 beschloss Pakistan, einen Handelsstreit mit Russland aus der Sowjetzeit beizulegen, in dessen Rahmen die pakistanische Regierung vereinbarte innerhalb von 90 Tagen 93,5 Millionen Dollar an Russland zahlte. Die Einigung würde Russland den Weg für Investitionen in Höhe von über 8 Milliarden Dollar in Pakistan ebnen.

## Wirtschaftsbeziehungen
Die wirtschaftlichen Beziehungen zwischen Russland und Pakistan blieben lange Zeit unterentwickelt. Erst in den letzten Jahren verzeichneten sie spürbares Wachstum. Ein Schlüsselprojekt ist die geplante Pakistan Stream Gas Pipeline (PSGP), ein russisch unterstützter Pipeline-Korridor von Karatschi bis nach Kasur, zur Verbesserung der Energieversorgung Pakistans. 2023 lieferte Russland erstmals Rohöl an Pakistan im Rahmen eines bilateralen Zahlungsabkommens, das westliche Sanktionen umgeht. Russland zeigt zudem Interesse an Zusammenarbeit in Landwirtschaft, Pharmazie und Düngemittelsektor. Die zunehmende Energiekooperation gilt als Eckpfeiler der wirtschaftlichen Annäherung. Der bilaterale Handel erreichte 2024 ein Volumen von etwa 1,3 Milliarden US-Dollar, mit deutlichem Steigerungspotenzial.

## Sicherheit

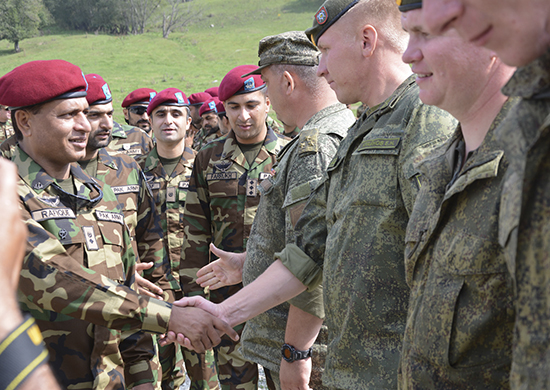
Russisch-pakistanische Militärübung (2017)

Sicherheitspolitisch hat sich das russisch-pakistanische Verhältnis seit 2016 deutlich intensiviert. Gemeinsame Militärübungen – wie „Druzhba“ (Freundschaft) fanden seitdem regelmäßig statt. Russland verkaufte in den 1990er Jahren erstmals moderne Waffensysteme an Pakistan, darunter Kampfhubschrauber und Abwehrsysteme, auch wenn Moskau weiterhin deutlich mehr an Indien liefert. Russland koordiniert mit Pakistan Fragen der Terrorismusbekämpfung, Grenzsicherung und regionaler Stabilität, insbesondere im Hinblick auf Afghanistan. Im Rahmen der SCO arbeiten beide Länder bei sicherheits- und nachrichtendienstlicher Kooperation zusammen. Dennoch bleibt Pakistan für Russland ein sekundärer Partner, während Indien als strategisch gewichtiger eingeschätzt wird.